# Thomas Thomasberg
Thomas Thomasberg (15 ottobre 1974) è un allenatore di calcio ed ex calciatore danese, di ruolo centrocampista, tecnico del Midtjylland.

## Palmarès

### Giocatore

#### Competizioni nazionali
- Campionato danese: 2

Aalborg: 1994-1995, 1998-1999

### Allenatore

#### Competizioni nazionali
- Coppa di Danimarca: 1

Randers: 2020-2021
- Campionato danese: 1

Midtjylland: 2023-2024